# Microthespis
Microthespis es un género de mantodeos perteneciente a la familia Mantidae. Es originario de África y Asia.

## Especies
Comprende las siguientes especies:
- Microthespis dmitriewi
- Microthespis evansi